# 駐日カンボジア王国大使館
駐日カンボジア王国大使館（ちゅうにちカンボジアおうこくたいしかん、クメール語: ស្ថានឯកអគ្គរាជទូតនៃព្រះរាជាណាចក្រកម្ពុជាប្រចាំប្រទេសជប៉ុន、英語: Embassy of the Kingdom of Cambodia in Japan / Royal Embassy of Cambodia in Japan）は、カンボジアが日本の首都東京に設置している大使館である。

## 歴史
1954年に在日カンボジア公使館として開設された。初代公使は王族のノロドム・カントール。その後、1955年2月21日に在カンボジア日本国公使館と同時に大使館に昇格。
民主カンプチア（ポル・ポト政権）時代の1975年に駐日大使館が閉鎖されたが、王政復古が成った後の1994年12月に大使館が再開された。

## 所在地
| 日本語 | 〒107-0052 東京都港区赤坂8-6-9            |
| 英語   | 8-6-9, Akasaka, Minato-ku, Tokyo 107-0052 |

## 大使
2022年3月10日より、トゥイ・リーが特命全権大使を務めている。

## 著名な在勤者

### 駐日大使以外
- サオ・コラディン - 昆明総領事

## ギャラリー

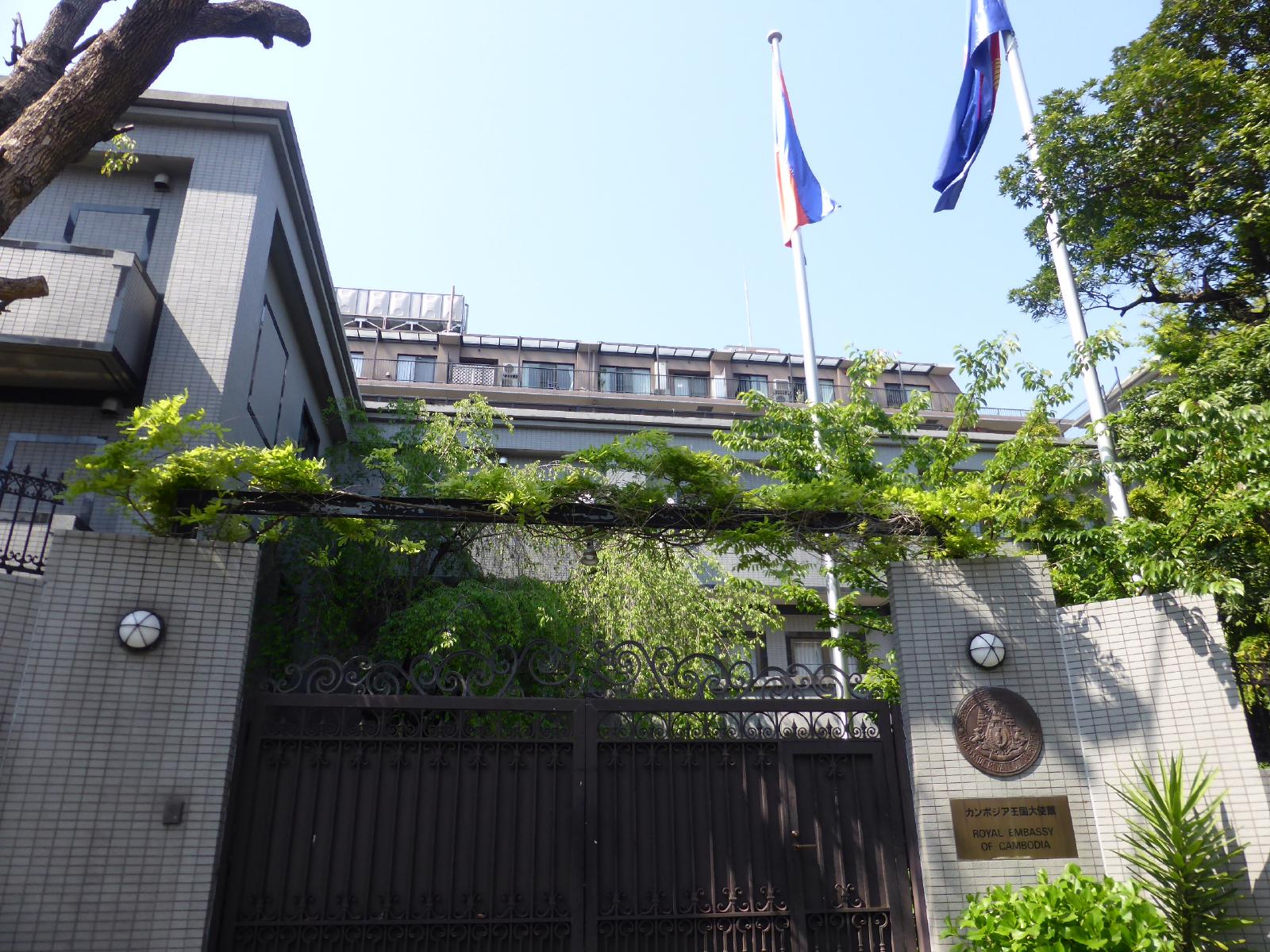
カンボジア大使館正面玄関
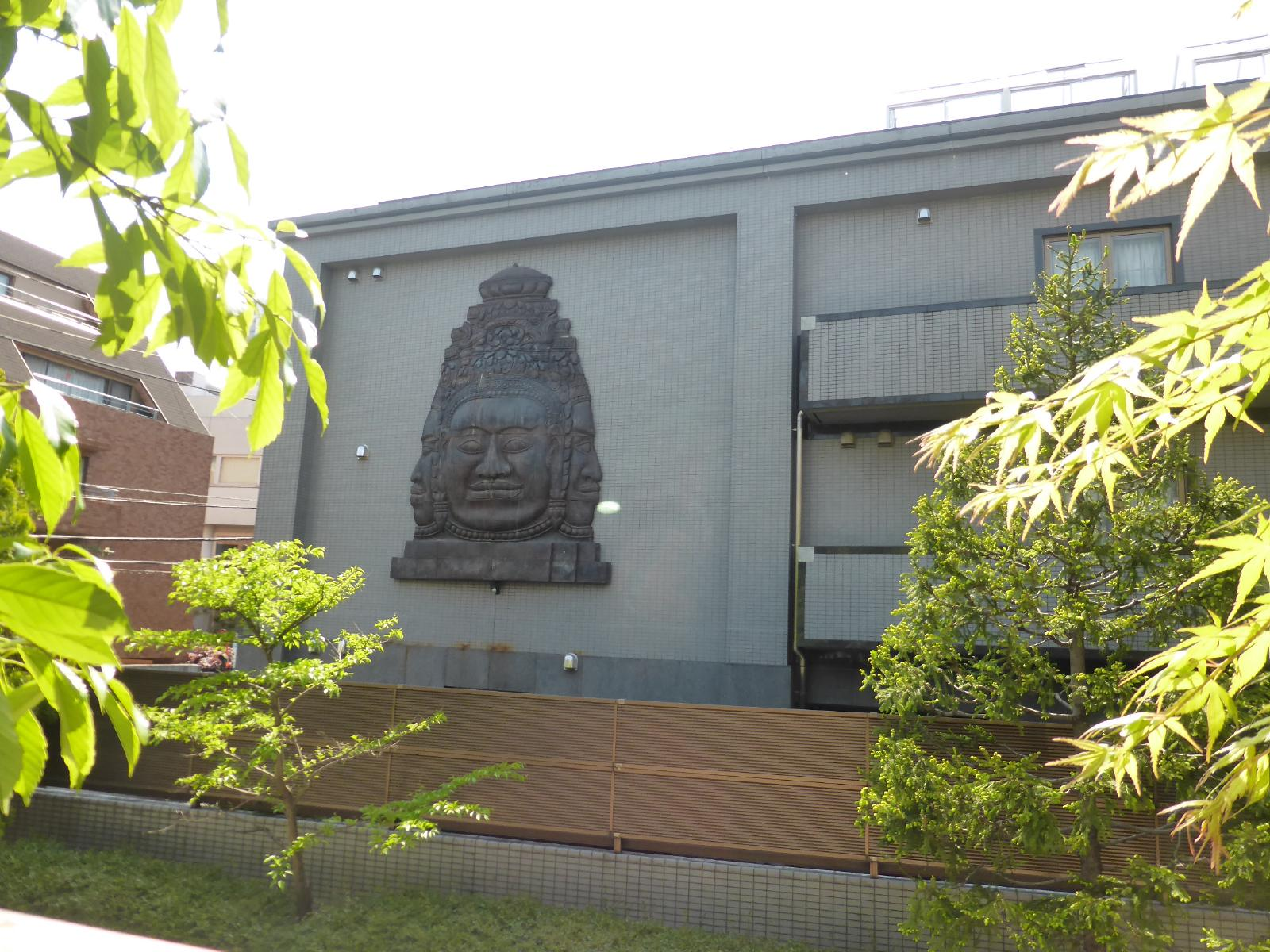
カンボジア大使館側面にあるレリーフ
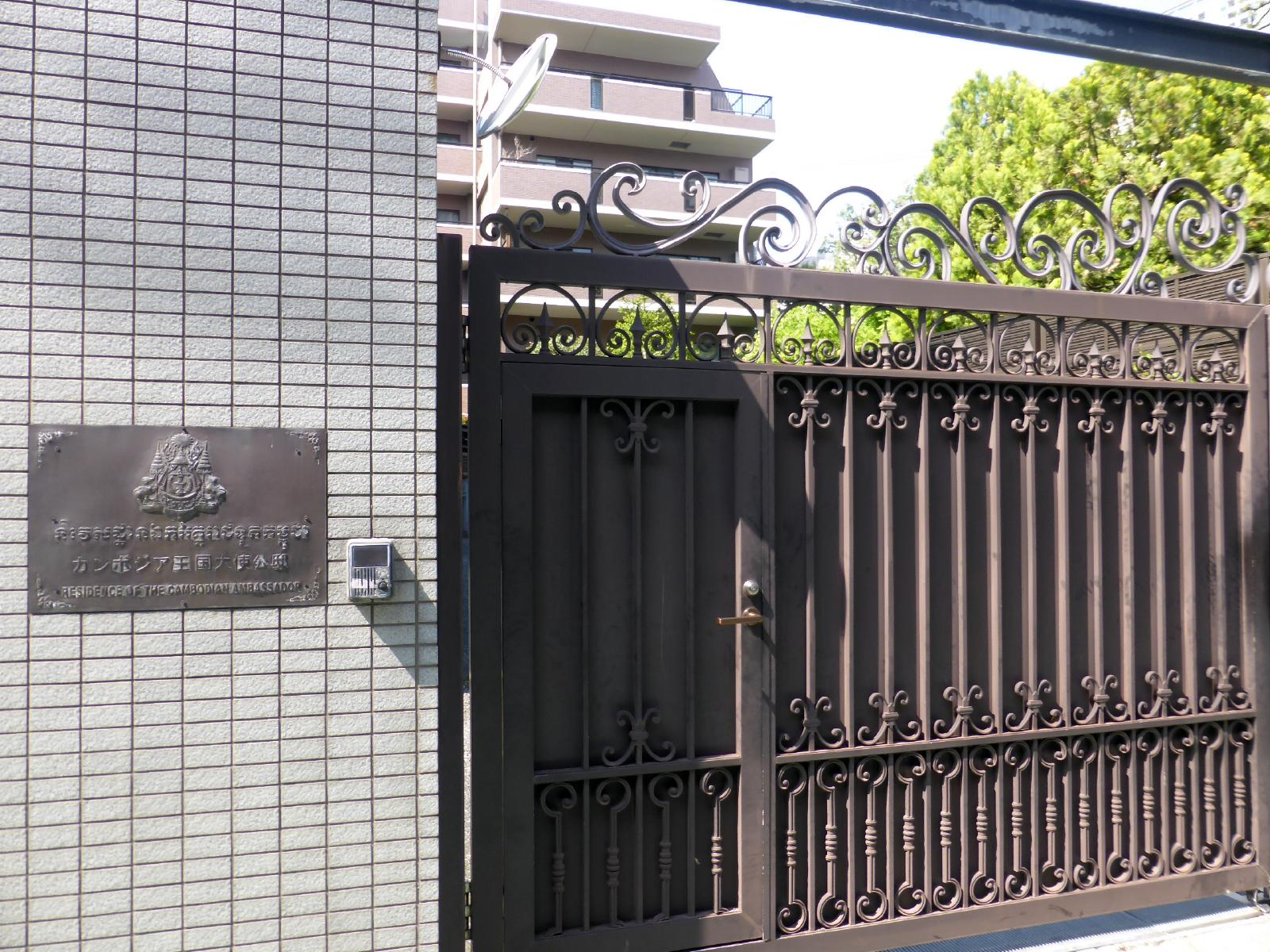
カンボジア大使公邸